# Laçın (stad)
Laçın (Armeens: Լաչին, Berdzor) is een stad in Azerbeidzjan en de hoofdstad van het gelijknamige district Laçın.

## Geschiedenis
De stad werd tijdens de eerste oorlog in Nagorno-Karabach (1988-1994) ingenomen door Armeense troepen en omgedoopt tot Berdzor. Sindsdien telde ze ongeveer 2.190 inwoners. De stad werd de hoofdplaats van het gewest Kasjatag in de internationaal niet-erkende republiek Nagorno-Karabach.
Eind 2020 brak een nieuwe grootschalige oorlog uit in de regio. Nadat de strategische stad Şuşa werd heroverd op 8 november van dat jaar sloten Armenië en Azerbeidzjan een akkoord onder Russische leiding. Als gevolg van dit staakt-het-vuren moesten Armeense troepen zich terugtrekken uit de omliggende districten van de voormalige Nagorno-Karabachse Autonome Oblast, waaronder Laçın. Omdat de Laçın-corridor dwars door de stad liep, werd opdracht gegeven om binnen 3 jaar een vervangende route om de stad heen te maken, welke in augustus 2022 werd afgerond.
Op 26 augustus 2022 maakte Azerbeidzjan bekend de controle over de stad en aangrenzende dorpen te hebben overgenomen, nadat Armeense militairen zich hadden teruggetrokken.